# Hans Duetz
Hans Duetz es un deportista neerlandés que compitió en vela en la clase 470. Ganó dos medallas en el Campeonato Europeo de 470, plata en 1986 y bronce en 1984.

## Palmarés internacional
| \| Campeonato Europeo \| Campeonato Europeo \| Campeonato Europeo \| Campeonato Europeo \| \| Año \| Lugar \| Medalla \| Clase \| \| ------------------ \| ---------------------- \| ------------------ \| ------------------ \| \| 1984 \| Salou (España) \| Medalla de bronce \| 470 \| \| 1986 \| Sønderborg (Dinamarca) \| Medalla de plata \| 470 \| |                        |                   |       |
| Campeonato Europeo |                        |                   |       |
| Año | Lugar                  | Medalla           | Clase |
| 1984 | Salou (España)         | Medalla de bronce | 470   |
| 1986 | Sønderborg (Dinamarca) | Medalla de plata  | 470   |